# Gregory Oke
Gregory Oke ist ein britischer Filmregisseur, Tontechniker und Kameramann.

## Leben
Gregory Oke wuchs im ländlichen Herefordshire auf, in der Grenzregion von England und Wales und machte seinem Bachelor-Abschluss in Geschichte und Spanisch am University College in London. Im Jahr 2013 erhielt er ein Stipendium für die Tisch School of the Arts der New York University, die er 2016 oder 2017 abschloss. 
Sein erster Kurzfilm In a Room Below wurde 2015 vorgestellt. Sein dritter Kurzfilm Été feierte im September 2017 beim Iris Prize Festival in Cardiff seine Premiere.
Oke lebt in Deutschland, wo er als Tonmeister arbeitet.

## Filmografie
Als Kameramann
- 2015: In a Room Below (Kurzfilm)
- 2016: Alice (Kurzfilm)
- 2017: Laps (Kurzfilm)
- 2018: Love Gun (Kurzfilm)
- 2019: Raf
- 2022: Aftersun

Als Tonmeister
- 2018: After Forever (Fernsehserie)
- 2019: Buck Run

Als Regisseur und Drehbuchautor
- 2015: In a Room Below (Kurzfilm)
- 2016: Alice (Kurzfilm)
- 2017: Été (Kurzfilm)

## Auszeichnungen
British Independent Film Award
- 2022: Auszeichnung für die Beste Kamera (Aftersun)[6]

Independent Spirit Award
- 2023: Nominierung für die Beste Kamera (Aftersun)[7]

Iris Prize
- 2017: Auszeichnung als Best British (Été)[8]

Wasserman Award
- 2016: Aufnahme in die Finalisten (In a Room Below)[9]